# Italica

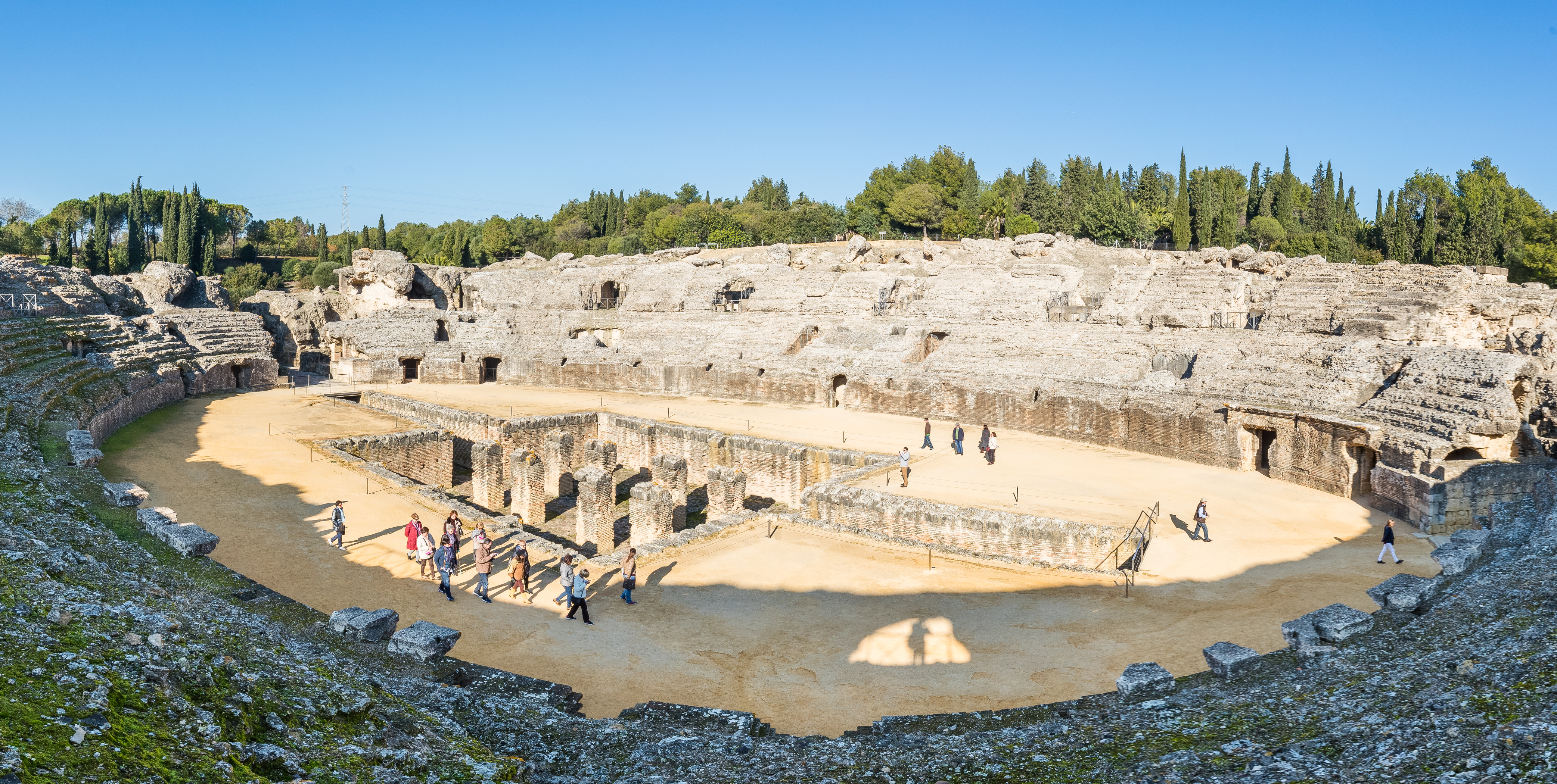
Amfiteátr

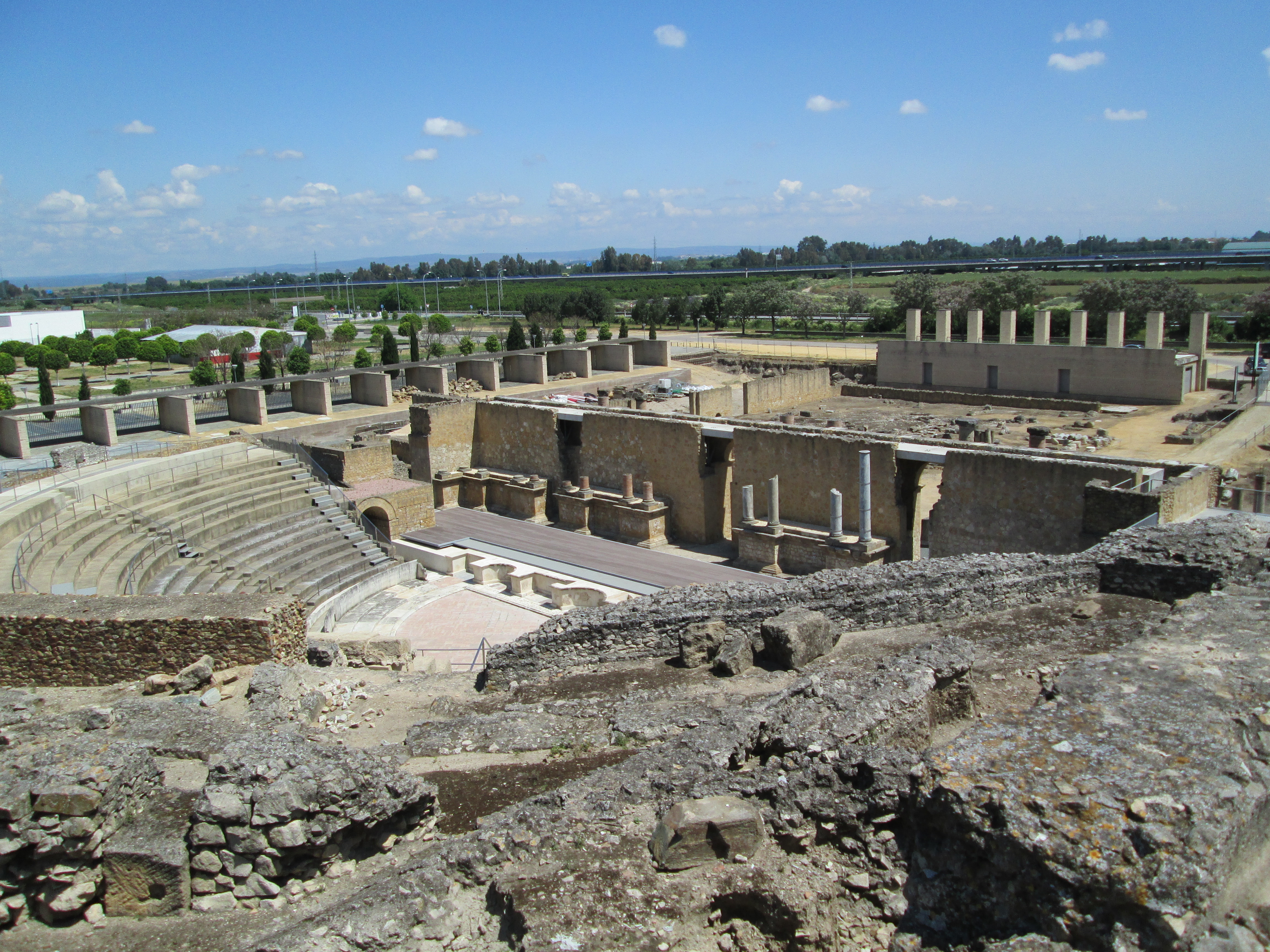
Divadlo

Italica bylo starořímské sídlo v provincii Hispania Baetica, v současném Španělsku. Její ruiny se dnes nacházejí na sever od města Santiponce, asi 9 kilometrů severozápadně od Sevilly (kdysi rovněž římské osady nazvané Hispalis). Zakladatelem města byl roku 206 př. n. l. vojevůdce Scipio Africanus. Šlo o první římskou osadu v současném Španělsku a první římské město mimo Apeninský poloostrov. Založeno bylo během druhé punské války především pro italické veterány. Mělo od počátku strategický význam, neboť bylo spojeno s rušným říčním přístavem. Narodili se v něm tři římští císaři - Traianus, Hadrianus a Theodosoius I., byť v případě císaře Theodosia existují pochybnosti a jako jeho další možné rodiště se uvádí také Cauca v současném španělském autonomním společenství Kastilie a León.
Od počátku se italičtí přistěhovalci ve městě mísili s místními obyvateli, takže například i v případě císaře Traiana existují diskuse o tom, zda pocházel z římské nebo místní rodiny – tyto diskuse rozvířila v roce 2003 především současná španělská historička Alicia M. Cantová (* 1949). Ovšem byl to především císař Hadrianus, který na své rodiště nezapomněl a za jehož vlády město prožilo největší rozkvět. Hadrianus nechal na severu osady přistavět novou čtvrť (nova urbs) a udělil městu status kolonie (Colonia Aelia Augusta Italica). V centru nechal vystavět monumentální Traiánův chrám k poctě svého předchůdce (a adoptivního otce), s více než stovkou mramorových sloupů. Ten se ovšem nedochoval. Dalším Hadriánovým přínosem byla stavba amfiteátru, kam se vešlo 25 tisíc diváků – šlo ve své době o třetí největší amfiteátr v Římské říši. Velikost je překvapivá vzhledem k tomu, že počet obyvatel města v té době se odhaduje na pouhých 8 000. Amfiteátr patří k nejzachovalejším památkám v Italice. Zachovalo se i divadlo, ještě z předhadriánovských časů, a řada mozaikových dlažeb.
Ve 3. století začal význam města upadat poté, co nánosy v řece Guadalquivir způsobily, že se přístav ocitl na suchu (byl to obvyklý problém antických měst způsobený odlesněním břehů). Přesto i v pozdní antice mělo město vlastního biskupa a během vizigótské éry zde sídlila vojenská posádka. Král Leovigild nechal roku 583 obnovit jeho hradby během svých bojů se synem Hermenegildem. Ve středověku a raném novověku bylo město bohužel nemilosrdně devastováno, v roce 1740 například město Sevilla nařídilo demolici zdí amfiteátru, aby získalo kámen na stavbu přehrady. V roce 1796 byly rozebrané kameny starého města (vetus urbs) použity ke stavbě silnice. Na druhou stranu výhodou bylo, že ruiny nepřekryla žádná nová zástavba jako v jiných španělských městech. První zákon na ochranu místa vstoupil v platnost až v roce 1810 za Napoleonovy okupace. Napoleon také obnovil starý název Italica a nařídil první archeologické vykopávky. První akademicky významné vykopávky však proběhly až v letech 1839–1840. V roce 1912 byla Italica prohlášena za národní kulturní památku.